# Acrocyrtidus fulvus
Acrocyrtidus fulvus là một loài bọ cánh cứng trong họ Cerambycidae.